# Keiner killt so schlecht wie ich
Keiner killt so schlecht wie ich (A New Leaf) ist eine US-amerikanische schwarze Komödie mit Elementen der Screwball-Komödie aus dem Jahr 1971.
Die Drehbuchautorin und Regisseurin Elaine May übernahm zusätzlich die weibliche Hauptrolle. Der Film basiert auf einer Kurzgeschichte des amerikanischen Autors Jack Ritchie und wurde 2019 ins National Film Registry aufgenommen.

## Handlung
Privatier Henry Graham wird von seinem Vermögensverwalter vor vollendete Tatsachen gestellt. Sein kostenintensiver Lebensstil hat nach und nach sein Vermögen aufgefressen, so dass er vor der Pleite steht.
Henry sieht nur einen Ausweg: die Sanierung durch die Heirat einer solventen Frau. Er nimmt bei seinem Onkel Harry einen Kredit zu sehr ungünstigen Konditionen auf, um in den nächsten Wochen den Schein aufrechterhalten zu können.
Bei einer Teetafel lernt er die Botanikerin Henrietta Lowell kennen. Sie ist Erbin eines riesigen Vermögens, alleinstehend und sehr tollpatschig.
Henry wittert seine Chance und macht Henrietta erfolgreich den Hof. Nach der Hochzeit will er sich seiner lästigen Ehefrau entledigen, jedoch hat er mittlerweile Gefühle für Henrietta entwickelt und bringt es nicht übers Herz, sie zu ermorden. Am Ende erfüllt sich Henriettas großer Wunsch: Sie entdecken gemeinsam eine noch nicht beschriebene Pflanze, deren Name künftig den Zusatz „Grahami“ tragen wird.

## Hintergrund
Die Drehbuchautorin und Regisseurin Elaine May hatte die Kurzgeschichte „The Green Heart“, auf der der Film basiert, in „Alfred Hitchcock's Mystery Magazine“ gelesen, in dem Mystery-Geschichten veröffentlicht wurden. Eigentlich wollten die Vertreter von Paramount Pictures die Hauptrollen an Carol Channing und Cary Grant vergeben. Walter Matthau ersetzte Grant, der nicht verfügbar und da May mit Channing nicht einverstanden war, erhielt sie die Antwort, sie könne die weibliche Hauptrolle ja auch selbst übernehmen, was sie daraufhin tatsächlich tat. Sie war die erste Frau, die in einer amerikanischen Spielfilmproduktion diese dreifache Funktion übernahm und hatte noch keine Erfahrung als Regisseurin.

## Kritiken
Auf der amerikanischen Bewertungsplattform Rotten Tomatoes findet A New Leaf große Zustimmung; von 70 Reviews von Filmkritikern sind 94 Prozent positiv. Aufgrund der großen Zustimmung liegt der Film bei einem Ranking für schwarze Komödien dort auf Platz drei.
Die Filmzeitschrift Cinema vergibt fünf von fünf Punkten und schreibt in der Rezension, dass die Chemie zwischen den Hauptdarstellern passt und bezeichnet den Film als „etwas überzogen, aber geistreich witzig“.
Das Fernsehmagazin Prisma schrieb: „Dank der beiden Hauptdarsteller eine gelungene Komödie, bei der die Story allerdings immer vorhersehbar ist“.

## Auszeichnungen
- 1971: Nominierung für den Golden Globe Award in der Kategorie Beste Hauptdarstellerin – Komödie oder Musical
- 1971: Nominierung für den Golden Globe Award in der Kategorie Bester Film – Komödie oder Musical
- 2019: Aufnahme in das National Film Registry[6]